# Thembisile Hani Local Municipality
Thembisile Hani (englisch Thembisile Hani Local Municipality; ehemals Thembisile Local Municipality) ist eine Lokalgemeinde im Distrikt Nkangala der südafrikanischen Provinz Mpumalanga. Der Sitz der Gemeindeverwaltung befindet sich in eMpumalanga (ehemals Kwaggafontein). Bürgermeisterin ist Nomsa Mtsweni.
Die Gemeinde ist nach dem 1993 ermordeten damaligen Vorsitzenden der South African Communist Party, Chris Thembisile Hani, benannt.

## Städte und Orte
| - Bhundu - eMpumalanga (ehemals Kwaggafontein) - Enkeldoornoog - Gemsbokspruit - Kameelpoortnek - KwaMhlanga (von 1986 bis 1994 Hauptstadt des Homelands KwaNdebele) - KwaMhlanga Crossroads - Leratong | - Mathys Zyn Loop-A - Mkobola - Moloto - Tweefontein - Verena - Vlaaklaagte |

## Bevölkerung
Von den 310.458 Einwohnern im Jahr 2011 waren 99,2 % schwarz. Erstsprache war zu 58,4 % isiNdebele, zu 12,6 % Sepedi, zu 12,5 % isiZulu, zu 4,8 % Sesotho, zu 2,9 % Siswati, zu 2,6 % Xitsonga, zu 1,9 % Setswana, zu 1,2 % Englisch und zu 1 % isiXhosa.